# 南拜山
南拜山（？—？），日本漢醫學家，九州福岡縣人，自幼研習漢方醫學，但因為日本明治維新後力行西化，排斥漢醫，遂至美國研讀哲學，經九年後取得哲學博士學位，之後再前往英國學習兩年，於1901年返回日本。返回日本後他以復興漢醫為目標，而與帝大教授也是藥學博士的朝比奈泰彥等數十人於1927年組成東洋醫道會，南拜山為會長。該組織在1928年成立臺灣支部，支部長是乾元藥行的陳茂通，同年11月該組織發行刊物《漢文皇漢醫界》（後改稱《臺灣皇漢醫界》）。
南拜山在1930年4月13日到9月9日期間，曾來臺協助東洋醫道會臺灣支部該年發起的復興漢醫請願活動及5月4日召開的「東洋醫道全島大會」，南拜山在大會後進行全臺的巡迴演講，由王添擔任通譯，因而對臺灣的漢醫復興運動有相當的貢獻。